# ماكميلان لصناعة الأسلحة النارية

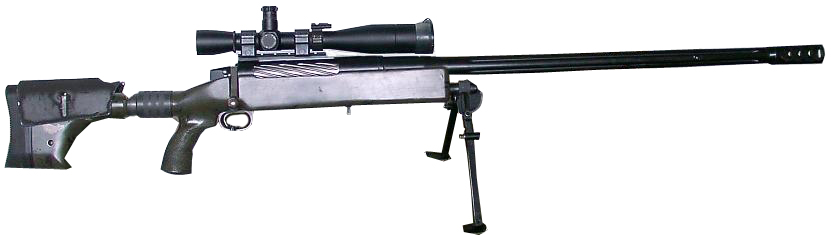
بندقية ماكميلان تاك-50 هي واحدة من منتجات ماكميلان للأسلحة النارية المعروفة.

ماكميلان للأسلحة النارية (بالإنجليزية: McMillan Firearms) هي شركة صناعة أسلحة أمريكية، اشتهرت ببندقية القنص ماكميلان تاك-50 بعيدة المدى والمضاد للعتاد.

## التاريخ
يقع مقر ماكميلان للأسلحة النارية في فينيكس، أريزونا، ولها أيضا مكتب توزيع في جوهانسبرغ، في جنوب أفريقيا. وفي عام 2013، تم الاستحواذ عليها من قبل «فيلق ترسانة الأسلحة الاستراتيجية» (Strategic Armory Corps)، إضافة إلى قسم الصيد، والقسيم التكتيكي.